# Дебелко Роман Миколайович
Роман Миколайович Дебелко (8 серпня 1993; с. Сопів, Коломийський район, Івано-Франківська область, Україна) — український футболіст, нападник клубу ЮКСА.

## Біографія
Роман Дебелко народився в Коломийському районі на Івано-Франківщині. Першими його тренерами були Петро Петрович Грабець і Олексій Роман. Вперше проявив себе на районному турнірі «Шкіряний м'яч», де був визнаний кращим гравцем своєї команди. Далі займався в СДЮШОР «Прикарпаття». У 2009 році на одному з міжрегіональних турнірів виступав за збірну Івано-Франківської області. Там футболіста помітив тренер команди Донецької області та запросив до місцевого «Металурга». Дебелко поїхав на перегляд, після чого був залишений у команді. З 2011 року грав за молодіжну команду «Металурга» під керівництвом Сергія Шищенка.
У 2013 році разом з партнером по дублю «Металурга» Павлом Грищенком на правах оренди перейшов у «Бананц» (Єреван), який тренував Володимир Пятенко, що раніше працював у донецькому клубі. Після повернення з Вірменії продовжив грати в дублі. Сезон 2014/15 повинен був стати останнім для нього у «молодіжці» донеччан, з наступного сезону 22-річний футболіст уже потрапляв під вікової «ліміт», тому ще взимку 2015 року Сергій Шищенко захотів усіх гравців 1993 року, в числі яких був і Дебелко, віддати в оренду. Всього у 2010—2014 роках Дебелко зіграв за дубль донеччан 110 матчів, відзначився 26 голами. Також п'ять матчів у сезоні 2012/2013 він зіграв за «Металург» в юнацькій першості Прем'єр-ліги.
В травні 2015 року став гравцем кам'янської «Сталі» і в тому ж сезоні завоював «срібло» першої ліги і в результаті зняття свого колишнього клубу «Металурга», підвищився у класі. В українській Прем'єр-лізі дебютував 2 серпня 2015 року у грі проти луганської «Зорі», відігравши 87 хвилин, після чого був замінений на Валерія Кучерова. В подальшому у вищому дивізіоні за клуб провів 38 матчів і забив 5 голів.
28 червня 2017 року перейшов до львівських «Карпат», втім закріпитись у складі «левів» не зумів і у лютому 2018 року перейшов на правах оренди в естонську «Левадію»». Там з 28 голами в 36 іграх став третім найкращим бомбардиром чемпіонаті та віце-чемпіоном країни, здобувши також Кубок та Суперкубок Естонії, при цьому саме Дебелко став автором єдиного і переможного гола у фіналі Кубка Естонії у ворота таллінської «Флори». У грудні 2018 року Роман повернувся до «Карпат».
У червні 2019 року підписав контракт із латвійською «Ригою», з якою двічі вигравав чемпіонат Латвії. 
У січні 2021 року перебрався до солігорського «Шахтаря», який тренував український спеціаліст Роман Григорчук. Із клубом виграв Суперкубок Білорусі. У кінці сезону залишив білоруську команду і в липні 2021 року підписав контракт із криворізьким «Кривбасом».

## Досягнення
- Срібний призер Першої ліги України (1): 2014/15
- Володар Кубка Естонії (1):

ФКІ Левадія: 2017-18
- Володар Суперкубка Естонії (1):

ФКІ Левадія: 2018
- Чемпіон Латвії (2):

«Рига»: 2019, 2020
- Володар Суперкубка Білорусі (1):

«Шахтар»: 2021